# Municipio de Santa María Chiquimula
Municipio de Santa María Chiquimula är en kommun i Guatemala.   Den ligger i departementet Departamento de Totonicapán, i den västra delen av landet, 100 km väster om huvudstaden Guatemala City.
Följande samhällen finns i Municipio de Santa María Chiquimula:
- Santa María Chiquimula